# Metopomyza interfrontalis
Metopomyza interfrontalis är en tvåvingeart som först beskrevs av Axel Leonard Melander 1913.  Metopomyza interfrontalis ingår i släktet Metopomyza och familjen minerarflugor. Arten är reproducerande i Sverige. Inga underarter finns listade i Catalogue of Life.